# Licence flottante
 (juin 2017).
Si vous disposez d'ouvrages ou d'articles de référence ou si vous connaissez des sites web de qualité traitant du thème abordé ici, merci de compléter l'article en donnant les références utiles à sa vérifiabilité et en les liant à la section « Notes et références ».
Le terme licence flottante désigne un mode de commercialisation de certains logiciels propriétaires. 

## Description
Contrairement au modèle traditionnel qui nécessite de disposer d'autant de licences que d'utilisateurs potentiels, le mode licence flottante nécessite autant de licences que d'utilisateurs susceptibles d'utiliser simultanément le logiciel. Cependant le tarif d'une licence flottante est généralement nettement plus élevé que celui d'une licence traditionnelle. L’avantage de ce modèle réside dans une plus grande souplesse d'utilisation du logiciel, particulièrement lorsqu'il y a beaucoup d'utilisateurs occasionnels d'un logiciel.
Quand un utilisateur autorisé veut exécuter une application, le logiciel demande une licence au serveur de licences centralisé. Si une licence est disponible le serveur de licences autorise l'exécution de l'application pour une durée limitée et retire cette licence de la liste des licences disponibles. Lorsque l'utilisateur quitte l'application ou lorsque la durée d'utilisation expire, la licence est récupérée par le serveur de licences et est remise à disposition des autres utilisateurs autorisés. Lorsque toutes les licences disponibles ont été distribuées à des utilisateurs, plus aucun autre utilisateur ne peut exécuter l'application considérée jusqu'à ce qu'une licence soit rendue au serveur de licences.

## Gestion
Un serveur de licences peut gérer les licences sur un réseau local, un Intranet, un réseau privé virtuel ou sur Internet.
Les licences flottantes sont souvent utilisées dans un environnement professionnel pour des applications onéreuses telles que les applications de conception électronique ou les logiciels d'ingénierie.